# Shark Season
Pour plus de détails, voir Fiche technique et Distribution.
Shark Season est un film d'horreur américain de 2020 réalisé par Jared Cohn. Le scénario a été en grande partie écrit par Mark Atkins. Le film a été produit par The Asylum. Michael Madsen est nommé comme l’acteur principal, mais il passe relativement peu de temps à l’écran dans le film. L’intrigue se concentre sur les rôles joués par Paige McGarvin, Juliana DeStefano et Jack Pearson.

## Synopsis
Une femme blonde se baigne sur la plage d’une petite île déserte. Soudain, elle est attaquée par un requin et entraînée dans les profondeurs. Il ne reste qu’une mare de sang. Sur le continent, Sarah suggère de faire une séance photo avec son ex-petit ami Jason et sa connaissance Meghan sur une île au large des côtes de l’État américain de Floride. Jason, cependant, est en faveur de prendre les photos sur une autre île. Il persuade les deux jeunes femmes de se diriger vers une île récemment émergée à la suite d’un ouragan. Ils seraient les premiers à mettre les pieds sur l’île. Bien que le chemin vers cette île soit environ une heure plus loin que le lieu de photo initialement prévu, les deux jeunes femmes acceptent et les trois pagayent dans un kayak vers l’île.
Cependant, la mer autour de l’île est le terrain de chasse d’un très grand requin blanc, qui est déjà connu pour ses attaques mortelles contre les humains dans le passé. À l’insu des jeunes gens dans leurs kayaks, le requin les poursuit. Ils rencontrent une famille de grands dauphins. Ils remarquent que l’un d’eux a une nageoire cicatrisée. Ils atteignent enfin l’île et commencent la séance photo. Lorsque Jason et Sarah prennent des photos sous-marines, Meghan, qui est la seule à ne pas être dans l’eau, remarque le requin. Il s’empare de Jason, mord des parties du corps et disparaît avec lui dans la mer. Une mare de sang confirme sa mort aux deux femmes.
Horrifiées, elles tentent d’établir un contact avec le continent. Meghan veut contacter les services d’urgence avec la charge restante de la batterie du téléphone portable. Sarah veut appeler son père James, un vétéran de l’aviation civile. Après une courte dispute et l’explication de Sarah selon laquelle le service d’urgence finira par contacter l’aviation civile de toute façon, elle appelle son père. Il les avertit de l’approche de la marée montante et leur conseille de chercher une île qui ne serait pas inondée. Sarah voit une île avec une petite forêt. Les deux femmes se dirigent maintenant vers celle-ci. Grâce au signal du téléphone portable, il est possible pour les unités de secours de localiser la position approximative des deux femmes.
Lors du trajet, Meghan avoue qu’elle avait des sentiments pour Jason. Sarah répond que la relation entre elle et Jason s’est brisée en raison de la mort de sa mère d’un cancer il y a un an. Elle admet qu’elle pensait que Jason et Meghan avaient l’air heureux ensemble, et elle aurait été heureuse pour eux deux. Une autre tentative d’attaque du requin est contrecarrée par la famille de dauphins bienveillants envers les humains. Mais le requin continue à tenter sa chance. Par conséquent, Sarah relie les deux kayaks avec une corde qui les fait ressembler à une plus grande cible pour le requin. 
James découvre qu’en raison de l’ouragan, de nombreuses baleines mortes ont été mangées par le requin, et il en a eu assez et chasse donc toujours. Un homme sur une motomarine, qui s’approche des deux femmes pour les aider, devient la nouvelle cible du requin. Les deux femmes ne l’avertissent pas car elles veulent éviter les bruits forts, donc il est arraché de son véhicule et mangé dans la mer.
Un hélicoptère trouve les deux femmes sur leur kayak, mais il ne peut pas atterrir et doit faire demi-tour en raison du manque de carburant. Maintenant, un canot de sauvetage approche, mais il ne peut pas s’approcher des kayaks en raison de la trop faible profondeur d’eau et exige que les femmes se dépêchent de rejoindre le bateau. Dans une autre attaque du requin, le kayak de Meghan chavire, mais elle parvient à se sauver dans le kayak de Sarah. Lors d’une dernière attaque sur le kayak qu’elles partagent, les deux femmes se retrouvent à l’eau et sont obligées de nager, mais Sarah est finalement capable de poignarder le requin avec un couteau. Maintenant, elles peuvent nager jusqu’au bateau et la sécurité.

## Distribution
- Michael Madsen : James
- Paige McGarvin : Sarah
- Juliana Destefano : Meghan
- Jack Pearson : Jason
- Lauren E. Hubbard : Fille en paddle
- Nicholas Ryan : Darin
- Josh Lovejoy : Sauveteur du bateau #1
- Ben Gelera : Sauveteur du bateau #2
- Eric Goldsmith : Pilote d’hélicoptère
- Christian Frazier : homme en jet ski
- Dana Abed : Huda[1].

## Production
Le tournage a eu lieu à Clearwater et à St. Petersburg, en Floride. Le film est considéré comme un hommage au film de 2016 Instinct de survie. Contrairement aux productions précédentes de The Asylum, l’utilisation de requins en effets spéciaux numériques a été réduite. Les plans de requins ont été empruntés à des documentaires et intégrés dans le film au montage. Bien que Michael Madsen soit annoncé comme l’acteur principal, on ne peut que le voir « parler au téléphone devant un bureau », de sorte que Actionfreunde spécule qu’il « n’était évidemment sur le plateau que pendant une journée ».

## Sortie
Aux États-Unis, le film est sorti le 28 juillet 2020. En Allemagne, il a commencé à pouvoir être loué en vidéo le 9 octobre 2020.

## Réception critique
« Un film d’horreur animalier décidément sans imagination qui remplit le temps entre les attaques de requins avec des paroles ennuyeuses et une mission de sauvetage sans suspense. Même le facteur déchets reste sans grand effet malgré des effets misérables »
« Aucun film ne mérite un tel hommage. »
Actionfreunde se plaint d’une « intrigue sans tension, de dialogues stupides, d’énormes problèmes de logique et, à un moment donné, de personnages principaux méga-ennuyeux ». Le jeu de Madsen est brièvement qualifié de « confiant », contrairement au reste de la distribution, dont au moins les « deux actrices principales sont également très jolies à regarder », en particulier Juliana Destefano. Le début du film est jugé réussi, mais cela se détériore sensiblement au cours du film. Filmchecker évalue également la performance d’acteur comme ennuyeuse et terrible. Le script est également jugé comme ennuyeux. Enfin, il est jugé que ce sont les « profondeurs des tentatives de The Asylum les moins chères » pour construire sur le succès de la série Sharknado, et un point sur dix et le « prédicat : Douloureux! » sont attribués.
Dans Audience Score, la cote d’audience sur Rotten Tomatoes, le film a reçu 14% pour moins de 50 votes. Dans l’Internet Movie Database, le film a une note de 2,6 étoiles sur 10,0 possibles avec près de 700 votes.